# Équipe du Danemark masculine de handball au Championnat d'Europe 2016
Cet article relate le parcours de l'Équipe du Danemark masculine de handball lors du Championnat d'Europe 2016 organisé en Pologne du 15 janvier au 31 janvier 2015. Il s'agit de la 10e participation du Danemark aux Championnats d'Europe.
L'équipe termine 6e de la compétition après avoir terminé 3e de sa poule du tour principal puis été battu par la France dans le match pour la 5e place.

## Présentation

### Qualification
|   | Équipe             | Pts | J | G | N | P | Bp  | Bc  | Diff |  | Résultats (dom.\ext.) |       |       |       |       |
| - | ------------------ | --- | - | - | - | - | --- | --- | ---- |  | --------------------- | ----- | ----- | ----- | ----- |
| 1 | Danemark           | 12  | 6 | 6 | 0 | 0 | 181 | 144 | 37   |  | Danemark              |       | 32-23 | 26-25 | 31-21 |
| 2 | Biélorussie        | 6   | 6 | 2 | 2 | 2 | 158 | 167 | -9   |  | Biélorussie           | 27-36 |       | 25-25 | 31-24 |
| 3 | Bosnie-Herzégovine | 4   | 6 | 1 | 2 | 3 | 136 | 140 | -4   |  | Bosnie-Herzégovine    | 23-25 | 22-22 |       | 26-23 |
| 4 | Lituanie           | 2   | 6 | 1 | 0 | 5 | 140 | 164 | -24  |  | Lituanie              | 25-31 | 28-30 | 19-15 |       |

### Maillots
L'équipe du Danemark porte pendant l'Euro 2016 un maillot confectionné par l'équipementier Puma.
| Couleurs | Rouge et blanc |
| Marque   | Puma           |
| Domicile | Extérieur      |

### Matchs de préparation
Le Danemark a joué 3 matchs de préparation :
| Équipe 1 | Résultat | Équipe 2 |
| -------- | -------- | -------- |
| Danemark | 31-26    | Qatar    |
| Danemark | 34-30    | Norvège  |
| France   | 36-28    | Danemark |

## Résultats

### Tour préliminaire
|   | Équipe     | Pts | J | G | N | P | Bp | Bc | Diff | Dép |
| - | ---------- | --- | - | - | - | - | -- | -- | ---- | --- |
| 1 | Danemark   | 6   | 3 | 3 | 0 | 0 | 91 | 75 | 16   | 0   |
| 2 | Russie     | 4   | 3 | 2 | 0 | 1 | 80 | 78 | 2    | 0   |
| 3 | Hongrie    | 2   | 3 | 1 | 0 | 2 | 80 | 84 | -4   | 0   |
| 4 | Monténégro | 0   | 3 | 0 | 0 | 3 | 76 | 90 | -14  | 0   |

| 16.01.2016 - 20h15 | Danemark   | 31 | 25 | Russie   |
| 18.01.2016 - 20h15 | Monténégro | 28 | 30 | Danemark |
| 20.01.2016 - 20h00 | Danemark   | 30 | 22 | Hongrie  |

| 16 janvier 2016 20h15 | Danemark        | 31-25   | Russie      | Ergo Arena, Gdańsk / Sopot Affluence : 7 952 Arbitrage : Gubica, Milošević |
| 16 janvier 2016 20h15 | trois joueurs 4 | (13-13) | Chelmenko 5 | Ergo Arena, Gdańsk / Sopot Affluence : 7 952 Arbitrage : Gubica, Milošević |
| 16 janvier 2016 20h15 | ×3 ×2           | Rapport | ×2 ×3       | Ergo Arena, Gdańsk / Sopot Affluence : 7 952 Arbitrage : Gubica, Milošević |

| 18 janvier 2016 20h15 | Monténégro | 28-30   | Danemark | Ergo Arena, Gdańsk / Sopot Affluence : 6 980 Arbitrage : Santos, Fonseca |
| 18 janvier 2016 20h15 | Grbović 7  | (16-14) | Eggert 6 | Ergo Arena, Gdańsk / Sopot Affluence : 6 980 Arbitrage : Santos, Fonseca |
| 18 janvier 2016 20h15 | ×2 ×3      | Rapport | ×3       | Ergo Arena, Gdańsk / Sopot Affluence : 6 980 Arbitrage : Santos, Fonseca |

| 20 janvier 2016 20h00 | Danemark | 30-22   | Hongrie   | Ergo Arena, Gdańsk / Sopot Affluence : 8 361 Arbitrage : Pichon, Reveret |
| 20 janvier 2016 20h00 | Hansen 9 | (18-10) | Hornyák 5 | Ergo Arena, Gdańsk / Sopot Affluence : 8 361 Arbitrage : Pichon, Reveret |
| 20 janvier 2016 20h00 | ×3 ×1    | Rapport | ×3 ×2     | Ergo Arena, Gdańsk / Sopot Affluence : 8 361 Arbitrage : Pichon, Reveret |

### Tour principal
Les résultats des matches joués lors du tour préliminaire sont conservés lors de ce tour principal, sauf celui joué contre l'équipe éliminée.

|   | Équipe    | Pts | J | G | N | P | Bp  | Bc  | Diff | Dép |
| - | --------- | --- | - | - | - | - | --- | --- | ---- | --- |
| 1 | Espagne   | 8   | 5 | 4 | 0 | 1 | 135 | 130 | 5    | +3  |
| 2 | Allemagne | 8   | 5 | 4 | 0 | 1 | 140 | 129 | 11   | -3  |
| 3 | Danemark  | 7   | 5 | 3 | 1 | 1 | 139 | 123 | 16   | 0   |
| 4 | Suède     | 4   | 5 | 1 | 2 | 2 | 126 | 121 | 5    | 0   |
| 5 | Russie    | 3   | 5 | 1 | 1 | 3 | 132 | 140 | -8   | 0   |
| 6 | Hongrie   | 0   | 5 | 0 | 0 | 5 | 110 | 139 | -29  | 0   |

| 22 janvier 2016 18h15 | Espagne   | 23 | 27 | Danemark |
| 26 janvier 2016 20h30 | Suède     | 28 | 28 | Danemark |
| 27 janvier 2016 18h15 | Allemagne | 25 | 23 | Danemark |

| 24 janvier 2016 20h30 | Espagne              | 23-27   | Danemark   | Halle du Centenaire, Wrocław Affluence : 6 593 Arbitrage : Nikolov, Nachevski |
| 24 janvier 2016 20h30 | Entrerríos, Rivera 4 | (14-11) | Damgaard 6 | Halle du Centenaire, Wrocław Affluence : 6 593 Arbitrage : Nikolov, Nachevski |
| 24 janvier 2016 20h30 | ×3 ×1                | Rapport | ×3 ×1      | Halle du Centenaire, Wrocław Affluence : 6 593 Arbitrage : Nikolov, Nachevski |

| 26 janvier 2016 20h30 | Suède           | 28-28   | Danemark   | Halle du Centenaire, Wrocław Affluence : 6 593 Arbitrage : Stoļarovs, Līcis |
| 26 janvier 2016 20h30 | trois joueurs 5 | (13-15) | Damgaard 7 | Halle du Centenaire, Wrocław Affluence : 6 593 Arbitrage : Stoļarovs, Līcis |
| 26 janvier 2016 20h30 | ×3              | Rapport | ×3 ×4 ×1   | Halle du Centenaire, Wrocław Affluence : 6 593 Arbitrage : Stoļarovs, Līcis |

| 27 janvier 2016 18h15 | Allemagne | 25-23   | Danemark | Halle du Centenaire, Wrocław Affluence : 6 593 Arbitrage : Horáček, Novotný |
| 27 janvier 2016 18h15 | Fäth 6    | (12-13) | Hansen 7 | Halle du Centenaire, Wrocław Affluence : 6 593 Arbitrage : Horáček, Novotný |
| 27 janvier 2016 18h15 | ×2 ×4     | Rapport | ×3 ×4    | Halle du Centenaire, Wrocław Affluence : 6 593 Arbitrage : Horáček, Novotný |

### Match pour la5eplace
| 29 janvier 2016 18h30 | France     | 29 - 26   | Danemark  | Halle du Centenaire, Wrocław Affluence : 4 500 Arbitrage : López, Ramírez |
| 29 janvier 2016 18h30 | Kounkoud 8 | (15 - 13) | Balling 7 | Halle du Centenaire, Wrocław Affluence : 4 500 Arbitrage : López, Ramírez |
| 29 janvier 2016 18h30 | ×3 ×1      | Rapport   | ×3        | Halle du Centenaire, Wrocław Affluence : 4 500 Arbitrage : López, Ramírez |

## Statistiques et récompenses

### Récompenses
Henrik Møllgaard a été élu meilleur dans l'équipe-type de la compétition en tant que défenseur. Niklas Landin Jacobsen, Mikkel Hansen, Michael Damgaard, Lasse Svan Hansen et Jesper Nøddesbo ont également été nommé sans être élus.

### Buteurs
| Rang | Joueur                    | Tot. | Tirs | %     | 7m    | Moy. |
| ---- | ------------------------- | ---- | ---- | ----- | ----- | ---- |
| 1    | Mikkel Hansen             | 33   | 57   | 58 %  | 1/2   | 7    |
| 2    | Michael Damgaard          | 23   | 48   | 48 %  | 0/0   | 7    |
| 3    | Anders Eggert             | 22   | 27   | 81 %  | 13/13 | 7    |
| 4    | Mads Mensah Larsen        | 20   | 40   | 50 %  | 0/0   | 7    |
| 5    | Mads Christiansen         | 19   | 32   | 59 %  | 0/0   | 7    |
| 6    | Jesper Nøddesbo           | 16   | 22   | 73 %  | 0/0   | 7    |
| 7    | Lasse Svan Hansen         | 12   | 14   | 86 %  | 0/0   | 7    |
| 8    | Henrik Toft Hansen        | 11   | 15   | 73 %  | 0/0   | 7    |
| 9    | Hans Lindberg             | 8    | 13   | 62 %  | 0/0   | 7    |
| 9    | Casper Ulrich Mortensen   | 8    | 15   | 53 %  | 0/0   | 7    |
| 9    | Peter Balling Christensen | 8    | 17   | 47 %  | 0/0   | 7    |
| 10   | Rasmus Lauge              | 6    | 17   | 35 %  | 0/0   | 7    |
| 11   | Henrik Møllgaard          | 5    | 13   | 38 %  | 0/0   | 7    |
| 12   | Alexander Lynggaard       | 3    | 3    | 100 % | 0/0   | 7    |
| 13   | Kevin Møller              | 1    | 2    | 50 %  | 0/0   | 7    |

### Gardiens de but
| N° | Nom                    | %    | Arrêts | Tirs | MJ |
| -- | ---------------------- | ---- | ------ | ---- | -- |
| 1  | Niklas Landin Jacobsen | 34 % | 65     | 193  | 7  |
| 2  | Kevin Møller           | 28 % | 19     | 69   | 7  |